# Canarsie
Canarsie è un quartiere residenziale e commerciale della classe media e operaia nella parte a sud-est di Brooklyn a New York.

## Geografia
Canarsie confina ad est con Fresh Creek Basin, East 108th Street, e BMT Canarsie Line; a nord da Linden Boulevard; a ovest da Remsen Avenue a Ralph Avenue e Paerdegat Basin; e a sud Jamaica Bay. È adiacente ai quartieri di East Flatbush, Flatlands, Mill Basin, Bergen Beach, e East New York.
L'area fa parte della comunità Brooklyn Community Board 18..